# Виндишманн, Майк
Майкл Виндишманн (англ. Michael Windischmann); род. 6 декабря 1965, Нюрнберг, Бавария) — американский футболист немецкого происхождения, защитник. Известен по выступлениям за сборную США. Участник чемпионата мира 1990, а также Олимпийских игр 1988 годов.

## Клубная карьера
Виндишманн родился в Германии, но ещё младенцем переехал в США. В возрасте 6 лет он начал играть в футбол. После поступления в университет Майк начал выступать за его футбольную команду и в 1986 году был введен в зал славы учебного заведения.
После окончания учёбы Виндишман решил профессионально играть в шоубол. На протяжении четырёх лет он выступал за «Бруклин Италианс», «Лос-Анджелес Лэйзерс» и «Олбани Кэпиталс». В 1989 году Майк был признан Футболистом года в США. Также с 1986 по 1992 год он выступал за сборную США по мини-футболу, в составе которой стал бронзовым (в 1989) и серебряным (в 1992) призёром чемпионатов мира.

## Международная карьера
В 1984 году Виндишманн дебютировал за сборную США. В 1988 году он в составе национальной команды принял участие в Олимпийских играх в Сеуле. На турнире Майк принял участие всего в одном поединке против сборной Аргентины, но именно его гол помог американцам добиться ничьей в этом матче.
В 1990 году Виндишманн был капитаном сборной США на Чемпионате мира в Италии. На турнире он принял участие во всех трех матчах против сборных Австрии, Италии и Чехословакии. После мирового первенства Майк завершил карьеру и на тот момент являлся рекордсменом по количеству проведенных матчей за национальную команду.

## Достижения
Индивидуальные
- Футболист года в США — 1989